# صحيفة الكفاح (فلسطين)
صحيفة الكفاح هي صحيفة عربية يومية سياسية، ناطقة بلسان مؤتمر الشباب العربي الفلسطيني، صدرت في مدينة يافا (1935-1937)، طبعت الصحيفة في مطبعة الكفاح المتواجدة في مدينة يافا. أكّدت الصحيفة منذ صدورها على دور الشباب الفلسطيني في مواجهة سلطات الانتداب ومناهضة المشروع الصهيوني.

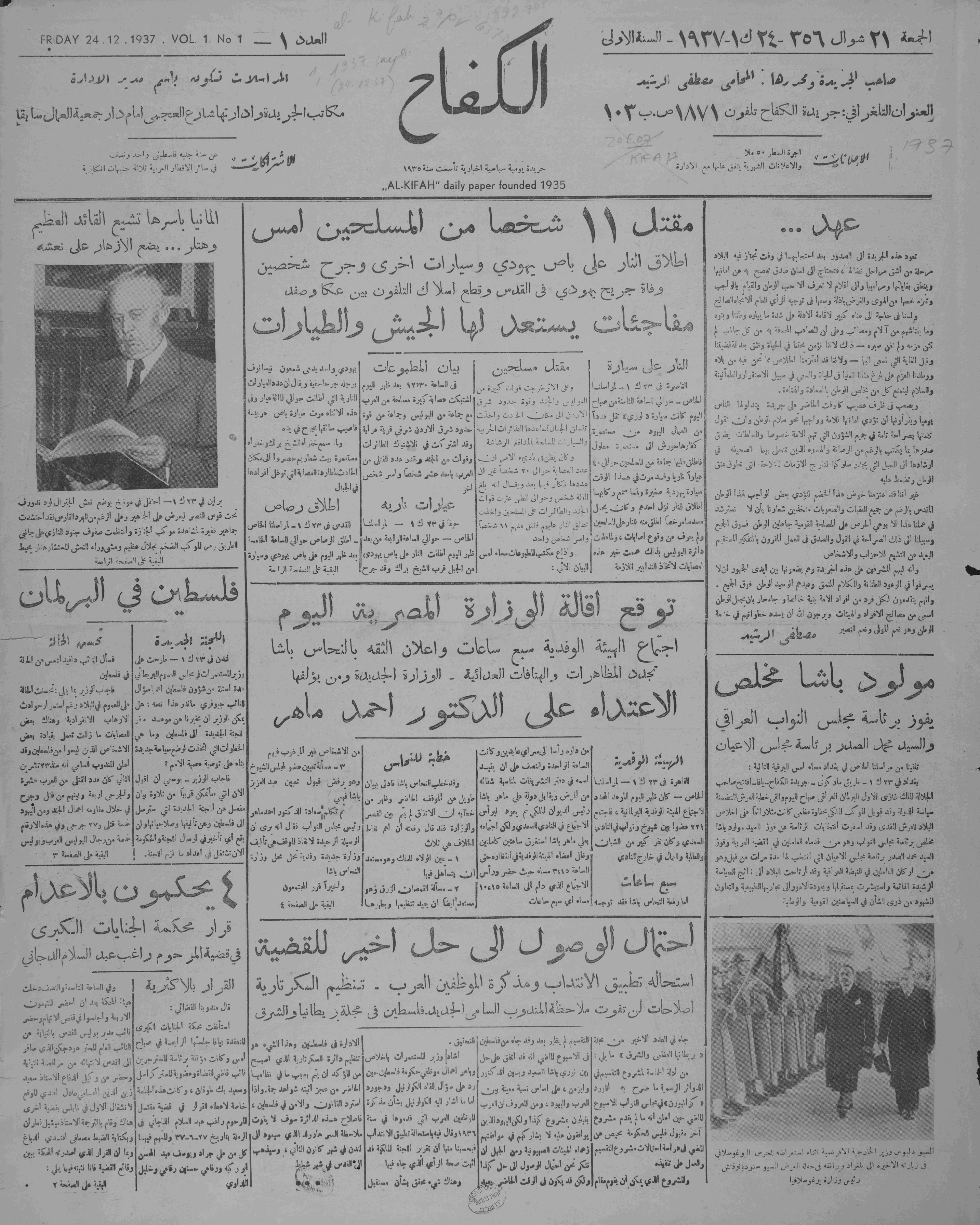
الصفحة الرئيسية لصحيفة الكفاح الفلسطينية، 24.12.1937

كان رئيس تحريرها صليب عريضة، ومدير إدارتها سعيد الخليل، والمحرر المسؤول المحامي مصطفى الرشيد وكان مركز إدارة الجريدة في مكتب اللجنة التنفيذية لمؤتمر الشباب في يافا.

## مقالات الصحيفة، مجالاتها وزواياها
إعتبارا من العدد السابع الصادر في 22 كانون الأول 1935 وإلى آخر عدد صدر منها نشرت الصور الإعلامية الدعائية الألمانية والإيطالية أي خصصت زاوية لهذا المجال وأخباره.
واعتبارا من العدد 39، بدأت الجريدة بنشر الإعلان التالي: «انتظروا صدور جريدة الكفاح بثماني صفحات صباحية»، ولكن لم تتحقق هذه الأمنية بسبب معارضات ومواجهات متنوعة.
صدر عددها الأول في تاريخ 7 كانون الأول 1935. وصدر العدد الثاني في 16 كانون الأول 1936 بصورة أو كصحيفة يومية.
وكذلك نشر في العدد الأول محمد يعقوب الغصين، رئيس اللجنة التنفيذية لمؤتمر الشباب العربي الفلسطيني، الكلمة الآتية بعنوان «عهد الكفاح»:
كانت تصدر هذه الصحيفة في وضع مضطرب وصعب يسود البلاد وظروف معيشة غير مريحة حيث كان يسود أبناء الشعب روح التمرد المفرض عليهم، ولكن الغريب هو أن أفراد الأمة ظلّت ساكنة مطمئنة، تلك الظروف العصيبة التي اجتازتها البلاد في تلك الفترة شملت كل فرد من أبنائها لذا فرض على أبنائها جميعا الدفاع والتضحية في سبيل البلاد والوطن.
ومن الجدير بالذكر للتأكيد، أكّدت الصحيفة منذ صدورها على دور الشباب الفلسطيني في مواجهة سلطات الانتداب ومناهضة المشروع الصهيوني.

## ظهور صحيفة الكفاح الصغرى
أصدرت سلطات الانتداب في حزيران عام 1936 أمراً بإغلاق الصحيفة. انتقلت حقوق ملكيّة الصحيفة في نهاية سنة 1937 إلى المحامي مصطفى الرشيد، وصدر العدد الأول منها في 24 كانون الأول 1937، بكلمات أوضح: قد صدرت جريدة «الكفاح» في حجمها الكبير من 5 كانون الأول 1935 حتى 14 شباط 1936. ثم توقّفت جريدة الكفاح عن الصدور. وفي 24 كانون أول 1937، أي بعد مرور بضعة أشهر، صدر العدد الأول من جريدة الكفاح بحجم أصغر وكان شعارها «جريدة يومية إخبارية تأسّست عام 1937». وبداية من تلك الفترة كان صاحب الجريدة ومحرّرها مصطفى الرشيد.

## جريدة الكفاح وميثاق مؤتمر الشباب العربي الفلسطيني
نشرت جريدة الكفاح ميثاق مؤتمر الشباب العربي الفلسطيني، فكان أهم بنوده:
1. أن الأمة العربية وحدة تامّة الاجزاء وكل ما طرأ عليها من أنواع التجزئة فإن الأمة العربية لا تعترف به.[2]
2. توجيه الجهود في كل قطر من الأقطار العربية إلى وجهة واحدة هي استقلالها التام كأمّة واحدة ومقاومة كل فكرة ترمي إلى الاقتصار على العمل للسياسة المحلية الإقليمية.[2]
3. لما كان الإستعمار بجميع أشكاله وصيَغه يتنافى كل التنافي مع كرامة الأمة العربية وغايتها العظمى فإن الأمة العربية ترفضه وتقاومه بكل قواها.[2]
4. أراضي فلسطين برمّتها أراضي عربية مقدسة وكل من سعى أو سمح أو ساعد ببيع جزء من أجزائها يعتبر خائن.[2]